# Convolvulus rozynskii
Convolvulus rozynskii là một loài thực vật có hoa trong họ Bìm bìm. Loài này được (Standl.) W.H. Lewis & R.L. Oliv. mô tả khoa học đầu tiên năm 1966.